# Морган Райллі
Морган Райллі (англ. Morgan Rielly, нар. 9 березня 1994, Ванкувер) — канадський хокеїст, захисник клубу НХЛ «Торонто Мейпл-Ліфс». Гравець збірної команди Канади.

## Ігрова кар'єра
Хокейну кар'єру розпочав юнаком 2008 року виступами за «Нотр Дам Хаундс». З 2010 по 2013 захищав кольори юніорської команди «Мус-Джо Воріорс» (ЗХЛ).
2012 року був обраний на драфті НХЛ під 5-м загальним номером командою «Торонто Мейпл-Ліфс». 
Через локаут в сезоні 2012/13 Морган виступав за «Торонто Мерліс» (АХЛ).
5 жовтня 2013 дебютував за клуб НХЛ «Торонто Мейпл-Ліфс» у матчі проти «Оттава Сенаторс». 16 грудня 2013 відзначився першим голом розписавшись у воротах переможця Кубка Стенлі Марка-Андре Флері («Піттсбург Пінгвінс»).
За підсумками сезону 2015/16 Морган уклав новий контракт на суму $5 мільойнів доларів.
Більшу частину сезону 2016/17 він відіграв в парі з росіянином Микитою Зайцевем та був серед номінантів на Приз Білла Мастерсона.
Сезон 2017/18 не був таким вдалим для захисника як попередній через травму та змушений був пропустити шість ігор.
9 жовтня 2018 Райллі зробив чотири результативні передачі в переможному матчі 7–4 проти «Даллас Старс». Загалом в перших п'яти матчах захисник набрав 12 очок. Двічі гравець називався зіркою тижня НХЛ. 23 січня 2019 року Морган набрав 50 очок та став першим захисником «Мейпл-Ліфс» з сезонів 2005/06 і 2007/08 коли чех Томаш Каберле перетинав рубіж в 50 очок. Також він став першим захисником «Ліфс», який закинув 20 шайб в регулярному чемпіонаті.

## На рівні збірних
У складі юніорської збірної Канади став переможцем турніру Івани Глінки в 2012 році.
Був гравцем молодіжної збірної Канади.
З 2014 залучається до лав національної збірної Канади, чемпіон світу 2016 року.
На Кубку світу 2016 виступав у складі збірної Північної Америки.

## Статистика

### Клубні виступи
| 2008–09      | «Нотр Дам Хаундс»    | SMHL         | 4   | 0  | 2   | 2   | 4   | —  | — | —  | —  | — |
| 2009–10      | «Нотр Дам Хаундс»    | SMHL         | 43  | 18 | 37  | 55  | 20  | 13 | 7 | 2  | 11 | 0 |
| 2010–11      | «Мус-Джо Воріорс»    | ЗХЛ          | 65  | 6  | 22  | 28  | 21  | 6  | 0 | 6  | 6  | 0 |
| 2011–12      | «Мус-Джо Воріорс»    | ЗХЛ          | 18  | 3  | 15  | 18  | 2   | 5  | 0 | 3  | 3  | 0 |
| 2012–13      | «Мус-Джо Воріорс»    | ЗХЛ          | 60  | 12 | 42  | 54  | 19  | —  | — | —  | —  | — |
| 2012–13      | «Торонто Мерліс»     | АХЛ          | 14  | 1  | 2   | 3   | 0   | 8  | 1 | 0  | 1  | 0 |
| 2013–14      | «Торонто Мейпл-Ліфс» | НХЛ          | 73  | 2  | 25  | 27  | 12  | —  | — | —  | —  | — |
| 2014–15      | «Торонто Мейпл-Ліфс» | НХЛ          | 81  | 8  | 21  | 29  | 14  | —  | — | —  | —  | — |
| 2015–16      | «Торонто Мейпл-Ліфс» | НХЛ          | 82  | 9  | 27  | 36  | 28  | —  | — | —  | —  | — |
| 2016–17      | «Торонто Мейпл-Ліфс» | НХЛ          | 76  | 6  | 21  | 27  | 21  | 6  | 1 | 4  | 5  | 2 |
| 2017–18      | «Торонто Мейпл-Ліфс» | НХЛ          | 76  | 6  | 46  | 52  | 14  | 7  | 0 | 5  | 5  | 4 |
| 2018–19      | «Торонто Мейпл-Ліфс» | НХЛ          | 82  | 20 | 52  | 72  | 14  | 7  | 1 | 4  | 5  | 0 |
| Усього в НХЛ | Усього в НХЛ         | Усього в НХЛ | 470 | 51 | 192 | 243 | 103 | 20 | 2 | 13 | 15 | 6 |

### Збірна
| Рік                | Команда            | Турнір             | Місце              |    | І | Г | П  | О | ШХ |
| ------------------ | ------------------ | ------------------ | ------------------ | -- | - | - | -- | - | -- |
| 2011               | Канада Пасифік     | U17                | 3                  | 6  | 2 | 3 | 5  | 4 |    |
| 2011               | Канада             | ЮЧС18              | 4-е                | 7  | 2 | 1 | 3  | 0 |    |
| 2012               | Канада             | МІГ18              | 1                  | 5  | 1 | 3 | 4  | 2 |    |
| 2013               | Канада             | МЧС                | 4-е                | 6  | 1 | 2 | 3  | 0 |    |
| 2014               | Канада             | ЧС                 | 5-е                | 8  | 1 | 2 | 3  | 0 |    |
| 2016               | Канада             | ЧС                 | 1                  | 10 | 1 | 2 | 3  | 2 |    |
| 2016               | Північна Америка   | КС                 | 5-е                | 3  | 1 | 1 | 2  | 0 |    |
| Молодіжна збірна   | Молодіжна збірна   | Молодіжна збірна   | Молодіжна збірна   | 24 | 6 | 9 | 15 | 6 |    |
| Національна збірна | Національна збірна | Національна збірна | Національна збірна | 21 | 3 | 5 | 8  | 2 |    |